# 酋邦
酋邦（英語：Chiefdom）是政權的一種型態，一種比部落複雜的社會組織形式。酋邦是一種政權的樣態，也是一種政治單位，其社會秩序以氏族或家系所構成，由世襲的長老領導內部全部成員；社會的有一定的階層劃分與專業分工，但不符合嚴格意義上的現代國家定義。
塞维斯在1962年提出他的社會進化理論，描述政治組織的演化有四種階段:遊群(band)、部落(tribe)、酋邦(chiefdom)、國家(state)，酋邦是介於部落和現代國家。
人類學中一個酋邦最簡潔的定義是羅伯特·卡內羅（Robert L. Carneiro）：“一個自主的政治單位，由一個由最高酋長永久控制的一些村莊聚落或社區組成”。酋邦由於在結構和功能上不同的部分構成。比鬆散的部落更加緊密，等級政治組織形式，通常基於親屬關係，其中領導者由選定家庭，在區別上，比起部落等級制度更嚴謹，有些世系以及個人有著比其他世系或者個人更高的社會地位。

## 形態
- 約有數千至數萬人聚居，互有部分有限的社交，意見由長老統合。
- 定居於一村落以上，有糧食生產。
- 相對於部落的人人平等原則，酋邦有階級之分。
- 中央集權於酋長，所有土地及資訊均由酋長壟斷。
- 物品從部落時期的互相交換，轉變為酋邦的「重新分配」模式（稅收）。
- 相比國家以法律解決爭端，酋邦爭端由酋長定奪。

## 近代史上由酋邦轉化為現代國家的例子
| 政治實體       | 原屬酋邦   | 殖民國家                          | 政治體制                      | 國家元首 | 政府首腦 | 国旗 | 国徽 | 地图 |
| -------------- | ---------- | --------------------------------- | ----------------------------- | -------- | -------- | ---- | ---- | ---- |
| 法屬玻里尼西亞 | 大溪地王國 | 法國的海外领土                    | 非傳統世襲君主立憲制 半總統制 | 法國總統 | 法國總理 |      |      |      |
|                | 東加王國   | （原属 英国保护国，现为主权国家） | 君主立憲制 議會民主制         | 湯加國王 | 湯加首相 |      |      |      |
| 夏威夷州       | 夏威夷王國 | 美国的州                          | 共和立憲制 自由民主制         | 美國總統 | 美國總統 |      |      |      |

## 歷史上的酋邦
夏朝一般被认为是多个部落联盟或复杂酋邦形式的国家。有學者認為商朝也是酋邦形式的國家。
土司是元、明、清三朝位於西北、西南地区的少数民族部族頭目，由中國朝廷策封，後自雍正年間以改土歸流形式取代。

### 美洲
- 易洛魁聯盟
- 印加帝國

### 臺灣
- 大肚王國
- 斯卡羅王國
- 大龜文王國
- 卑南王政權

## 外部連結
- 酋邦：國家的前身 （页面存档备份，存于）

1. ↑  李玉洁. . 河南大学出版社. 1999年10月. ISBN 7-81041-690-1 （中文（中国大陆））.